# Шуар, Луи Клод
Луи Клод Шуар (фр. Louis Claude Chouard; 1771—1843) — французский военный деятель, кавалерист, бригадный генерал (1811 год), барон (1808 год). Имя генерала выбито на Триумфальной арке в Париже.

## Биография
Будущий генерал родился в семье директора Объединённого управления по правам Эльзаса Бернара Шуара (фр. Bernard Chouard; 1734—1786) и Элены Ломейер (фр. Anne Hélène Lohmeyer; 1745—1781).
В отличие от многих других наполеоновских генералов, попавших в армию в годы Революции скорее по воле случая, Шуар с юности мечтал о военной карьере, и поэтому 28 сентября 1789 года поступил в Артиллерийскую школу Меца, планируя посвятить себя артиллерии. Однако, когда осенью 1791 года, на фоне революционных событий, стали формироваться батальоны волонтёров, юный Шуар, не закончив образования, поступил 7 сентября добровольцем в 1-й батальон только что образованного департамента Нижний Рейн, и был выбран, решением своих однополчан, лейтенантом гренадерской роты. 25 января 1792 года Шуар перевёлся в 9-й кавалерийский полк, причём был понижен в должности до младшего лейтенанта. Именно с кавалерией оказалась связана вся его дальнейшая служба. Отважно сражаясь в рядах Рейнской армии, Шуар 20 марта 1793 года был ранен саблей в руку в рукопашной схватке с прусскими гусарами при Альцае. 1 апреля 1793 года получил звание лейтенанта. 22 июля в бою при Ландау, он был ранен несколькими ударами сабли. 19 ноября 1793 года стал капитаном.
5 ноября 1798 года Шуар, служивший тогда в Итальянской армии, был замечен блистательным генералом Дельма, стал его офицером для поручений. Отличился в бою при Маньяно 5 апреля, и был произведён в командиры эскадрона прямо на поле боя. 11 мая 1799 года от генерала Дельма Шуар перешёл, в той же должности офицера для поручений, к его старому другу, генералу Моро, который в это время одержал на Рейне свои самые впечатляющие победы. Шанс отличиться представился и Шуару: 17 июля 1800 года, при Ландсхуте, Шуар вместе с двумя другими офицерами штаба Моро сумели захватить два орудия, причем под Шуаром был убит его конь.
2 марта 1801 года Шуар был временно зачислен в 1-й карабинерский полк. 19 августа 1801 года был официально возглавил эскадрон в карабинерском полку. Бригада карабинеров из двух полков считалась в то время лучшей армейской (не гвардейской) частью тяжёлой кавалерии. В составе бригады Шуар сражался при Аустерлице, где карабинеры сполна оправдали свой статус; участвуя в рубках в самой гуще боя, Шуар получил четыре сабельных раны и пятую, штыковую.
27 декабря 1805 года, после выздоровления, Шуар был за отличия произведён Наполеоном в полковники и получил под своё командование 2-й кирасирский полк, с которым сражался в 1806-09 годах, в том числе при Фридланде, при Регенсбурге и при Ваграме. Особенно заметным был вклад Шуара в первом из этих сражений, где он участвовал, в составе тяжёлой кавалерии генерала Нансути, в атаках, направленных против русских войск. 3 мая 1810 года временно оставил службу, но уже 20 августа вернулся к руководству полком.
6 августа 1811 года был произведён в бригадные генералы. 19 октября прибыл в Кёльн. В мае 1812 года он был вызван к армии, и возглавил 2-ю бригаду (2-й карабинерский полк) 4-й дивизии тяжёлой кавалерии генерала Дефранса. С ней он проделал весь поход в Россию, был дважды ранен картечью в бою  при Бородино. 24 февраля 1813 года вернулся во Францию.
Когда Наполеон собирал во Франции новую армию, чтобы отразить наступление русских войск, Шуар 13 апреля 1813 года получил назначение возглавить 1-ю бригаду 3-й дивизии тяжёлой кавалерии, однако сказались последствия старых ран: Шуар был вынужден сдать командование и отправиться на лечение.
Тем не менее, Наполеон не забыл о Шуаре. 6 октября 1813 года, несколько оправившись, генерал был назначен заместителем командира полка драгун Императрицы — элитное подразделение Императорской гвардии (в Императорской гвардии, в отличие от армии, генерал по штату полагался в качестве командира не на бригаду, а на каждый полк).
4 января 1814 Шуар года возглавил Национальную гвардию своего родного департамента Нижний Рейн, который вновь, как в революционные дни, оказался зоной боевых действий.
После восстановления на французском престоле династии Бурбонов, Шуар не получил назначения, и тем охотнее присоединился к Наполеону во время «Ста дней», возглавив сперва армейскую кавалерийскую бригаду, а затем кавалерийскую бригаду Национальной гвардии Верхнего Рейна.
После вторичной реставрации Бурбонов, Шуар вышел в отставку и, как принципиальный бонапартист, пребывал не у дел вплоть до Июльской революции (1830 год), когда был назначен начальником департамента Марна, а затем командиром кавалерийской бригады в Люневиле.
1 октября 1833 года окончательно вышел в отставку.

## Воинские звания
- Лейтенант (7 сентября 1791 года);
- Младший лейтенант (25 января 1792 года);
- Лейтенант (1 апреля 1793 года);
- Капитан (19 ноября 1793 года);
- Командир эскадрона (5 апреля 1799 года);
- Полковник (27 декабря 1805 года);
- Бригадный генерал (6 августа 1811 года).

## Титулы

Герб барона

- Барон Шуар и Империи (фр. baron Chouard et de l'Empire; декрет от 19 марта 1808 года, патент подтверждён 27 ноября 1808 года в Аранда-де-Дуэро)[2][3].

## Награды
Легионер ордена Почётного легиона (14 июня 1804 года)
 Офицер ордена Почётного легиона (14 мая 1807 года)
 Командор ордена Почётного легиона  (23 августа 1814 года)
 Кавалер военного ордена Святого Людовика (17 декабря 1814 года)